# Copa de la AFC 2008
La Copa de la AFC del 2008 fue la 5ª edición del segundo torneo de fútbol más importante a nivel de clubes de Asia organizado por la AFC. Los equipos de Indonesia, Bangladés y Turkmenistán no participaron en esta edición.
El Al-Muharraq de Baréin venció en la final al Safa SC de Líbano para lograr ser campeón por primera ocasión.

## Participantes por asociación
| Zona Oeste Asiático | Zona Oeste Asiático    | Zona Oeste Asiático  | Zona Oeste Asiático | Zona Oeste Asiático |
| Asociación          | Asociación             | AFC Champions League | AFC Cup             | AFC President's Cup |
| ------------------- | ---------------------- | -------------------- | ------------------- | ------------------- |
| 1                   | Arabia Saudíta         | 2                    |                     |                     |
| 2                   | Emiratos Árabes Unidos | 2                    |                     |                     |
| 3                   | Irán                   | 2                    |                     |                     |
| 4                   | Catar                  | 2                    |                     |                     |
| 5                   | Uzbekistán             | 2                    |                     |                     |
| 6                   | Irak                   | 2                    |                     |                     |
| 7                   | Kuwait                 | 2                    |                     |                     |
| 8                   | Siria                  | 2                    |                     |                     |
| 9                   | Baréin                 |                      | 2                   |                     |
| 10                  | India                  |                      | 2                   |                     |
| 11                  | Jordania               |                      | 2                   |                     |
| 12                  | Líbano                 |                      | 2                   |                     |
| 13                  | Omán                   |                      | 2                   |                     |
| 14                  | Yemen                  |                      | 2                   |                     |
| 15                  | Bután                  |                      |                     | 1                   |
| 16                  | Kirguistán             |                      |                     | 1                   |
| 17                  | Nepal                  |                      |                     | 1                   |
| 18                  | Pakistán               |                      |                     | 1                   |
| 19                  | Sri Lanka              |                      |                     | 1                   |
| 20                  | Tayikistán             |                      |                     | 1                   |
| 21                  | Turkmenistán           |                      |                     | 1                   |
| 22                  | Afganistán             |                      |                     | 0                   |
| 23                  | Palestina              |                      |                     | 0                   |
| Total Participantes | Total Participantes    | 16                   | 12                  | 7                   |

- Turkmenistán fue relegado de la Copa AFC a la Copa Presidente de la AFC para esta temporada
- Afganistán y Palestina eran elegibles para la Copa Presidente de la AFC pero desistieron su participación
- Bután geográficamente pertenece a la Zona Este

| Zona Este Asiático  | Zona Este Asiático  | Zona Este Asiático   | Zona Este Asiático | Zona Este Asiático  |
| Asociación          | Asociación          | AFC Champions League | AFC Cup            | AFC President's Cup |
| ------------------- | ------------------- | -------------------- | ------------------ | ------------------- |
| 1                   | Japón               | 2+1                  |                    |                     |
| 2                   | República de Corea  | 2                    |                    |                     |
| 3                   | China               | 2                    |                    |                     |
| 4                   | Australia           | 2                    |                    |                     |
| 5                   | Indonesia           | 0                    |                    |                     |
| 6                   | Tailandia           | 2                    |                    |                     |
| 7                   | Vietnam             | 2                    |                    |                     |
| 8                   | Singapur            |                      | 2                  |                     |
| 9                   | Hong Kong           |                      | 2                  |                     |
| 10                  | Malasia             |                      | 2                  |                     |
| 11                  | Maldivas            |                      | 2                  |                     |
| 12                  | Bangladés           |                      |                    | 1                   |
| 13                  | Birmania            |                      |                    | 1                   |
| 14                  | Camboya             |                      |                    | 1                   |
| 15                  | Taiwán              |                      |                    | 1                   |
| 16                  | Brunéi Darussalam   |                      |                    | 0                   |
| 17                  | Filipinas           |                      |                    | 0                   |
| 18                  | Guam                |                      |                    | 0                   |
| 19                  | Laos                |                      |                    | 0                   |
| 20                  | Macao               |                      |                    | 0                   |
| 21                  | Mongolia            |                      |                    | 0                   |
| 22                  | RPD Corea           |                      |                    | 0                   |
| 23                  | Timor Oriental      |                      |                    | 0                   |
| Total Participantes | Total Participantes | 12+1                 | 8                  | 4                   |

- Japón tuvo un cupo extra en la Liga de Campeones de la AFC debido a que tenían al campeón vigente
- Indonesia tenía 2 cupos en la Liga de Campeones de la AFC pero desistió su participación
- Los cupos de Tailandia y Vietnam de la Copa AFC fuero promovidos Liga de Campeones de la AFC debido al retiro de Indonesia
- Brunéi Darussalam, Filipinas, Guam, Laos, Macao, Mongolia RPD Corea y Timor Oriental eran elegibles para la Copa Presidente de la AFC pero desistieron su participación
- Maldivas geográficamente pertenece a la Zona Oeste

## Clasificados
| Asia Oriental (2)    | |
| Hong Kong (2)        | South China (Campeón de la Hong Kong First Division League & la Hong Kong FA Cup 2006/07) Kitchee (Subcampeón de la Hong Kong First Division League 2006/07) |
| Asia Meridional (4)  | |
| India (2)            | Dempo (Campeón de la Indian National Football League 2006/07) East Bengal (Ganador de la Indian Federation Cup 2007)                                         |
| Maldivas (2)         | Victory (Campeón de la Dhivehi League 2007) New Radiant (Ganador de la Maldives FA Cup 2007)                                                                 |
| ASEAN (4)            | |
| Malasia (2)          | Kedah (Campeón de la Super League Malaysia & la Malaysia FA Cup 2006/07) Perak (Subcampeón de la Super League Malaysia 2006/07)                              |
| Singapur (2)         | SAFFC (Campeón de la S.League & la Singapore Cup 2007) Home United (Subcampeón de la S.League 2007)                                                          |
| Asia Occidental (10) | |
| Baréin (2)           | Al-Muharraq (Campeón de la Bahraini Premier League 2006/07) Al-Najma (Ganador de la Bahraini King's Cup 2007)                                                |
| Jordania (2)         | Al-Wahdat (Campeón de la Jordan League 2006/07) Shabab Al-Ordon (Campeón defensor & Ganador de la Jordan FA Cup 2006/07)                                     |
| Líbano (2)           | Al Ansar (Campeón de la Lebanese Premier League & la Lebanese FA Cup 2006/07) Safa (Subcampeón de la Lebanese Premier League 2006/07)                        |
| Omán (2)             | Al-Nahda (Campeón de la Omani League 2006/07) Sur (Ganador de la Sultan Qaboos Cup 2007)                                                                     |
| Yemen (2)            | Al-Ahli San'a (Campeón de la Yemeni League 2007) Al-Sha'ab Hadramaut (Ganador de la Yemeni President Cup 2006)                                               |

## Fase de grupos
Colores en los grupos:
- Verde: Ganadores de grupo y mejores segundos lugares que avanzaron a la siguiente ronda.

### Grupo A
| Pos. | Equipo      | Pts. | PJ | G | E | P | GF | GC | Dif. | Clasificación    |
| ---- | ----------- | ---- | -- | - | - | - | -- | -- | ---- | ---------------- |
| 1    | Al-Muharraq | 11   | 6  | 3 | 2 | 1 | 14 | 7  | +7   | Cuartos de final |
| 2    | Dempo       | 10   | 6  | 3 | 1 | 2 | 13 | 12 | +1   | Cuartos de final |
| 3    | Al Ansar    | 8    | 6  | 2 | 2 | 2 | 6  | 8  | −2   |                  |
| 4    | Sur         | 4    | 6  | 1 | 1 | 4 | 9  | 15 | −6   |                  |

 Fuente: 
| 11 de marzo de 2008 | Dempo                      | 3–1     | Al-Ansar   | Pandit Jawaharlal Nehru Stadium, Goa, India            |                                                        |
|                     | Martins 21' 32' · Edeh 62' | Reporte | Danach 89' | Asistencia: 6,000 espectadores Árbitro(s): Ng Chiu Kok | Asistencia: 6,000 espectadores Árbitro(s): Ng Chiu Kok |

| 11 de marzo de 2008 | Al-Muharraq                                  | 3–2     | Sur                        | Bahrain National Stadium, Manama, Baréin                  |                                                           |
|                     | Rico 24' (pen.) · John 45+2' · Al-Dakeel 83' | Reporte | Al-Gheilani 35' · José 39' | Asistencia: 2,500 espectadores Árbitro(s): Masaaki Iemoto | Asistencia: 2,500 espectadores Árbitro(s): Masaaki Iemoto |

| 18 de marzo de 2008 | Al-Ansar | 0–0     | Al-Muharraq | Sports City Stadium, Beirut, Líbano                          |                                                              |
|                     |          | Reporte |             | Asistencia: 3,000 espectadores Árbitro(s): Mukhtar Al Yarimi | Asistencia: 3,000 espectadores Árbitro(s): Mukhtar Al Yarimi |

| 18 de marzo de 2008 | Sur                                                 | 3–2     | Dempo                     | Nizwa Sports Complex, Nizwa, Omán                     |                                                       |
|                     | Traore 9' · Camara 69' · Climax Lawrence 80' (a.g.) | Reporte | Martins 26' · Roberto 62' | Asistencia: 1,500 espectadores Árbitro(s): Ali Saleem | Asistencia: 1,500 espectadores Árbitro(s): Ali Saleem |

| 3 de abril de 2008 | Al-Ansar  | 1–0     | Sur | Sports City Stadium, Beirut, Líbano                         |                                                             |
|                    | Sadir 28' | Reporte |     | Asistencia: 4,000 espectadores Árbitro(s): Abdullah Balideh | Asistencia: 4,000 espectadores Árbitro(s): Abdullah Balideh |

| 3 de abril de 2008 | Dempo | 0–4     | Al-Muharraq | Pandit Jawaharlal Nehru Stadium, Goa, India            |                                                        |
|                    |       | Reporte |             | Asistencia: 5,000 espectadores Árbitro(s): Vo Minh Tri | Asistencia: 5,000 espectadores Árbitro(s): Vo Minh Tri |

| 16 de abril de 2008 | Sur | 0–2     | Al-Ansar      | Nizwa Sports Complex, Nizwa, Omán                               |                                                                 |
|                     |     | Reporte | Sadir 77' 88' | Asistencia: 400 espectadores Árbitro(s): Mohamed Omar Al-Saeedi | Asistencia: 400 espectadores Árbitro(s): Mohamed Omar Al-Saeedi |

| 16 de abril de 2008 | Al-Muharraq     | 1–2     | Dempo           | Bahrain National Stadium, Manama, Baréin                 |                                                          |
|                     | Rico 77' (pen.) | Reporte | Martins 10' 62' | Asistencia: 2,000 espectadores Árbitro(s): Salem Mujghef | Asistencia: 2,000 espectadores Árbitro(s): Salem Mujghef |

| 30 de abril de 2008 | Al-Ansar   | 1–1     | Dempo       | Sports City Stadium, Beirut, Líbano                |                                                    |
|                     | Hamoud 84' | Reporte | Martins 27' | Asistencia: 1,950 espectadores Árbitro(s): Tan Hai | Asistencia: 1,950 espectadores Árbitro(s): Tan Hai |

| 30 de abril de 2008 | Sur          | 2–2     | Al-Muharraq           | Nizwa Sports Complex, Nizwa, Omán                        |                                                          |
|                     | José 48' 62' | Reporte | Rico 45+1' · John 55' | Asistencia: 300 espectadores Árbitro(s): Choi Myung-Yong | Asistencia: 300 espectadores Árbitro(s): Choi Myung-Yong |

| 14 de mayo de 2008 | Dempo                                         | 5–2     | Sur                          | Pandit Jawaharlal Nehru Stadium, Goa, India            |                                                        |
|                    | Martins 30' 38' · Edeh 64' 90' · Lawrence 72' | Reporte | Al-Sinani 75' · Al-Harbi 86' | Asistencia: 4,000 espectadores Árbitro(s): Peter Green | Asistencia: 4,000 espectadores Árbitro(s): Peter Green |

| 21 de mayo de 2008 | Al-Muharraq                               | 4–1     | Al-Ansar    | Bahrain National Stadium, Manama, Baréin                 |                                                          |
|                    | Abdulrahman 30' · Rico 51' 66' · John 57' | Reporte | Hassoun 44' | Asistencia: 2,000 espectadores Árbitro(s): Rustam Saidov | Asistencia: 2,000 espectadores Árbitro(s): Rustam Saidov |

### Grupo B
| Pos. | Equipo        | Pts. | PJ | G | E | P | GF | GC | Dif. | Clasificación    |
| ---- | ------------- | ---- | -- | - | - | - | -- | -- | ---- | ---------------- |
| 1    | Safa          | 10   | 6  | 2 | 4 | 0 | 8  | 6  | +2   | Cuartos de final |
| 2    | Al-Wahdat     | 7    | 6  | 1 | 4 | 1 | 12 | 12 | 0    |                  |
| 3    | East Bengal   | 7    | 6  | 2 | 1 | 3 | 5  | 6  | −1   |                  |
| 4    | Al-Ahli San'a | 6    | 6  | 1 | 3 | 2 | 3  | 4  | −1   |                  |

 Fuente: 
| 11 de marzo de 2008 | Al-Ahli San'a | 1–1     | Al-Wahdat         | Ali Mohsen Al-Muraisi Stadium, San'a, Yemen                        |                                                                    |
|                     | Al-Salemi 28' | Reporte | Fattah 40' (pen.) | Asistencia: 13,000 espectadores Árbitro(s): Hettikamkanamge Perera | Asistencia: 13,000 espectadores Árbitro(s): Hettikamkanamge Perera |

| 11 de marzo de 2008 | Safa       | 1–0     | East Bengal | Sports City Stadium, Beirut, Líbano                                    |                                                                        |
|                     | Mbassi 17' | Reporte |             | Asistencia: 700 espectadores Árbitro(s): Mahmood Mohd Juma Al Ghatrifi | Asistencia: 700 espectadores Árbitro(s): Mahmood Mohd Juma Al Ghatrifi |

| 18 de marzo de 2008 | Al-Wahdat                                 | 3–3     | Safa                              | Prince Mohammad International Stadium, Zarqa, Jordania            |                                                                   |
|                     | Shelbaieh 51' · Fattah 86' · Fat'hi 90+5' | Reporte | Bobby 16' · Dayoub 31' · Azar 83' | Asistencia: 1,000 espectadores Árbitro(s): Mohamed Omar Al-Saeedi | Asistencia: 1,000 espectadores Árbitro(s): Mohamed Omar Al-Saeedi |

| 18 de marzo de 2008 | East Bengal  | 1–0     | Al-Ahli San'a | Salt Lake Stadium, Kolkata, India                      |                                                        |
|                     | Edmilson 31' | Reporte |               | Asistencia: 6,000 espectadores Árbitro(s): Minoru Tōjō | Asistencia: 6,000 espectadores Árbitro(s): Minoru Tōjō |

| 3 de abril de 2008 | Al-Wahdat | 0–2     | East Bengal          | Prince Mohammad International Stadium, Zarqa, Jordania    |                                                           |
|                    |           | Reporte | Alvito 58' · Ibe 69' | Asistencia: 4,000 espectadores Árbitro(s): Rosdi Shaharul | Asistencia: 4,000 espectadores Árbitro(s): Rosdi Shaharul |

| 3 de abril de 2008 | Al-Ahli San'a | 0–0     | Safa | Ali Mohsen Al-Muraisi Stadium, San'a, Yemen                    |                                                                |
|                    |               | Reporte |      | Asistencia: 4,000 espectadores Árbitro(s): Chaiya Alee Mahapab | Asistencia: 4,000 espectadores Árbitro(s): Chaiya Alee Mahapab |

| 16 de abril de 2008 | East Bengal             | 2–4     | Al-Wahdat                   | Salt Lake Stadium, Kolkata, India                       |                                                         |
|                     | Nabi 12' · Edmilson 28' | Reporte | Ali 6' 24' · Fattah 31' 34' | Asistencia: 10,000 espectadores Árbitro(s): Vo Minh Tri | Asistencia: 10,000 espectadores Árbitro(s): Vo Minh Tri |

| 16 de abril de 2008 | Safa       | 1–0     | Al-Ahli San'a | Sports City Stadium, Beirut, Líbano                                 |                                                                     |
|                     | Abboud 64' | Reporte |               | Asistencia: 1,000 espectadores Árbitro(s): Tayeb Hasan Shamsuzzaman | Asistencia: 1,000 espectadores Árbitro(s): Tayeb Hasan Shamsuzzaman |

| 30 de abril de 2008 | Al-Wahdat  | 1–1     | Al-Ahli San'a | Prince Mohammad International Stadium, Zarqa, Jordania |                                                       |
|                     | Fattah 30' | Reporte | Al-Nono 80'   | Asistencia: 1,500 espectadores Árbitro(s): Ali Saleem  | Asistencia: 1,500 espectadores Árbitro(s): Ali Saleem |

| 30 de abril de 2008 | East Bengal | 0–0     | Safa | Salt Lake Stadium, Kolkata, India                              |                                                                |
|                     |             | Reporte |      | Asistencia: 10,000 espectadores Árbitro(s): Valentin Kovalenko | Asistencia: 10,000 espectadores Árbitro(s): Valentin Kovalenko |

| 14 de mayo de 2008 | Al-Ahli San'a | 1 –0    | East Bengal | Ali Mohsen Al-Muraisi Stadium, Sana'a, Yemen                   |                                                                |
|                    | Al-Nono 43'   | Reporte |             | Asistencia: 1,000 espectadores Árbitro(s): Dilovarshokh Orzuev | Asistencia: 1,000 espectadores Árbitro(s): Dilovarshokh Orzuev |

| 21 de mayo de 2008 | Safa                             | 3–3     | Al-Wahdat               | Sports City Stadium, Beirut, Líbano                        |                                                            |
|                    | Azar 6' · Tahan 80' · Khan 90+5' | Reporte | Ali 18' 63' · Faris 72' | Asistencia: 200 espectadores Árbitro(s): Abdulrahman Abdou | Asistencia: 200 espectadores Árbitro(s): Abdulrahman Abdou |

### Grupo C
| Pos. | Equipo              | Pts. | PJ | G | E | P | GF | GC | Dif. | Clasificación    |
| ---- | ------------------- | ---- | -- | - | - | - | -- | -- | ---- | ---------------- |
| 1    | Al-Nahda            | 9    | 6  | 2 | 3 | 1 | 9  | 8  | +1   | Cuartos de final |
| 2    | Shabab Al-Ordon     | 7    | 6  | 1 | 4 | 1 | 7  | 7  | 0    |                  |
| 3    | Al-Najma            | 7    | 6  | 1 | 4 | 1 | 7  | 7  | 0    |                  |
| 4    | Al-Sha'ab Hadramaut | 6    | 6  | 1 | 3 | 2 | 7  | 8  | −1   |                  |

 Fuente: 
| 11 de marzo de 2008 | Al-Nahda | 0–0     | Al-Najma | Nizwa Sports Complex, Nizwa, Omán                            |                                                              |
|                     |          | Reporte |          | Asistencia: 350 espectadores Árbitro(s): Dilovarshokh Orzuev | Asistencia: 350 espectadores Árbitro(s): Dilovarshokh Orzuev |

| 11 de marzo de 2008 | Shabab Al-Ordon | 1–1     | Al-Sha'ab Hadramaut | Prince Mohammad International Stadium, Zarqa, Jordania |                                                  |
|                     | Al-Saify 51'    | Reporte | Mahadi 38'          | Asistencia: 150 espectadores Árbitro(s): Tan Hai       | Asistencia: 150 espectadores Árbitro(s): Tan Hai |

| 18 de marzo de 2008 | Al-Najma | 0–0     | Shabab Al-Ordon | Al-Ahli Stadium, Manama, Baréin                          |                                                          |
|                     |          | Reporte |                 | Asistencia: 500 espectadores Árbitro(s): Hedayat Mombeni | Asistencia: 500 espectadores Árbitro(s): Hedayat Mombeni |

| 18 de marzo de 2008 | Al-Sha'ab Hadramaut            | 3–1     | Al-Nahda       | Ali Mohsen Al-Muraisi Stadium, San'a, Yemen               |                                                           |
|                     | Ba-Haj 44' 45+1' · Al-Nohi 51' | Reporte | Yedibahoma 52' | Asistencia: 4,000 espectadores Árbitro(s): Rosdi Shaharul | Asistencia: 4,000 espectadores Árbitro(s): Rosdi Shaharul |

| 3 de abril de 2008 | Al-Najma                        | 2–1     | Al-Sha'ab Hadramaut | Bahrain National Stadium, Manama, Baréin                        |                                                                 |
|                    | Salem 8' · Ba-Karman 54' (a.g.) | Reporte | Aly 67'             | Asistencia: 350 espectadores Árbitro(s): Hettikamkanamge Perera | Asistencia: 350 espectadores Árbitro(s): Hettikamkanamge Perera |

| 3 de abril de 2008 | Al-Nahda      | 1–1     | Shabab Al-Ordon | Nizwa Sports Complex, Nizwa, Omán                               |                                                                 |
|                    | Al-Shamsi 26' | Reporte | Shehdeh 70'     | Asistencia: 500 espectadores Árbitro(s): Atallah Jatli Al-Enezi | Asistencia: 500 espectadores Árbitro(s): Atallah Jatli Al-Enezi |

| 16 de abril de 2008 | Al-Sha'ab Hadramaut | 0–0     | Al-Najma | Ali Mohsen Al-Muraisi Stadium, San'a, Yemen        |                                                    |
|                     |                     | Reporte |          | Asistencia: 3,000 espectadores Árbitro(s): Win Cho | Asistencia: 3,000 espectadores Árbitro(s): Win Cho |

| 16 de abril de 2008 | Shabab Al-Ordon | 0–1     | Al-Nahda       | Prince Mohammad International Stadium, Zarqa, Jordania |                                                     |
|                     |                 | Reporte | Yedibahoma 57' | Asistencia: 100 espectadores Árbitro(s): Ali Saleem    | Asistencia: 100 espectadores Árbitro(s): Ali Saleem |

| 30 de abril de 2008 | Al-Najma          | 3–3     | Al-Nahda                         | Bahrain National Stadium, Manama, Baréin                   |                                                            |
|                     | Salem 53' 67' 77' | Reporte | Yedibahoma 6' 50' · Al-Alawi 38' | Asistencia: 200 espectadores Árbitro(s): Abdulrahman Abdou | Asistencia: 200 espectadores Árbitro(s): Abdulrahman Abdou |

| 30 de abril de 2008 | Al-Sha'ab Hadramaut             | 2–2     | Shabab Al-Ordon | Ali Mohsen Al-Muraisi Stadium, San', Yemen                                |                                                                           |
|                     | Al-Arumi 5' · Mahadi 88' (pen.) | Reporte |                 | Asistencia: 4,000 espectadores Árbitro(s): Fareed Ali Mohamed Al Marzouqi | Asistencia: 4,000 espectadores Árbitro(s): Fareed Ali Mohamed Al Marzouqi |

| 14 de mayo de 2008 | Al-Nahda                         | 2–0     | Al-Sha'ab Hadramaut | Nizwa Sports Complex, Nizwa, Omán                                 |                                                                   |
|                    | Al-Nuaimi 14' · Al-Mashaikhi 43' | Reporte |                     | Asistencia: 300 espectadores Árbitro(s): Khalil Ibrahim Al Ghamdi | Asistencia: 300 espectadores Árbitro(s): Khalil Ibrahim Al Ghamdi |

| 14 de mayo de 2008 | Shabab Al-Ordon                              | 3–2     | Al-Najma             | Prince Mohammad International Stadium, Zarqa, Jordania |                                                      |
|                    | Saify 9' · Shehdeh 28' · Abu Touk 40' (pen.) | Reporte | Salem 51' (pen.) 69' | Asistencia: 100 espectadores Árbitro(s): Minoru Tōjō   | Asistencia: 100 espectadores Árbitro(s): Minoru Tōjō |

### Grupo D
| Pos. | Equipo      | Pts. | PJ | G | E | P | GF | GC | Dif. | Clasificación    |
| ---- | ----------- | ---- | -- | - | - | - | -- | -- | ---- | ---------------- |
| 1    | Home United | 15   | 6  | 5 | 0 | 1 | 18 | 10 | +8   | Cuartos de final |
| 2    | Kedah       | 13   | 6  | 4 | 1 | 1 | 13 | 8  | +5   | Cuartos de final |
| 3    | South China | 4    | 6  | 1 | 1 | 4 | 7  | 13 | −6   |                  |
| 4    | Victory     | 2    | 6  | 0 | 2 | 4 | 3  | 10 | −7   |                  |

 Fuente: 
| 11 de marzo de 2008 | South China           | 2–3     | Home United                               | Mong Kok Stadium, Hong Kong                        |                                                    |
|                     | Cheng Siu Wai 60' 90' | Reporte | Peres de Oliveira 17' 40' · Shi Jiayi 77' | Asistencia: 4,673 espectadores Árbitro(s): Win Cho | Asistencia: 4,673 espectadores Árbitro(s): Win Cho |

| 11 de marzo de 2008 | Kedah        | 1–0     | Victory | Darul Aman Stadium, Alor Setar, Malasia                      |                                                              |
|                     | Bakhtiar 49' | Reporte |         | Asistencia: 12,000 espectadores Árbitro(s): Naser Al-Ghafary | Asistencia: 12,000 espectadores Árbitro(s): Naser Al-Ghafary |

| 18 de marzo de 2008 | Home United                                                     | 5–1     | Kedah | Jalan Besar Stadium, Singapur                          |                                                        |
|                     | Ludovick 31' 58' · Ishak 36' · Peres de Oliveira 70' 81' (pen.) | Reporte |       | Asistencia: 2,693 espectadores Árbitro(s): Peter Green | Asistencia: 2,693 espectadores Árbitro(s): Peter Green |

| 18 de marzo de 2008 | Victory | 0–0     | South China | Maldives National Stadium, Malé, Maldivas                     |                                                               |
|                     |         | Reporte |             | Asistencia: 6,500 espectadores Árbitro(s): Valentin Kovalenko | Asistencia: 6,500 espectadores Árbitro(s): Valentin Kovalenko |

| 3 de abril de 2008 | Home United                      | 2–1     | Victory | Jalan Besar Stadium, Singapur                                |                                                              |
|                    | Daud 37' · Peres de Oliveira 50' | Reporte | Ali 25' | Asistencia: 1,223 espectadores Árbitro(s): Mukhtar Al Yarimi | Asistencia: 1,223 espectadores Árbitro(s): Mukhtar Al Yarimi |

| 3 de abril de 2008 | South China | 1–3     | Kedah                               | Mong Kok Stadium, Hong Kong                            |                                                        |
|                    | Cris 59'    | Reporte | Bakhtiar 31' · James 65' · Kram 85' | Asistencia: 1,055 espectadores Árbitro(s): Minoru Tōjō | Asistencia: 1,055 espectadores Árbitro(s): Minoru Tōjō |

| 16 de abril de 2008 | Victory     | 1–3     | Home United                                  | Maldives National Stadium, Malé, Maldivas                    |                                                              |
|                     | Mohamed 69' | Reporte | Ishak 56' · Daud 66' · Peres de Oliveira 73' | Asistencia: 6,000 espectadores Árbitro(s): Abdulrahman Abdou | Asistencia: 6,000 espectadores Árbitro(s): Abdulrahman Abdou |

| 16 de abril de 2008 | Kedah                          | 3–0     | South China | Darul Aman Stadium, Alor Setar, Malasia                      |                                                              |
|                     | James 55' · San Martín 70' 85' | Reporte |             | Asistencia: 6,000 espectadores Árbitro(s): Mukhtar Al Yarimi | Asistencia: 6,000 espectadores Árbitro(s): Mukhtar Al Yarimi |

| 30 de abril de 2008 | Home United                           | 4–1     | South China       | Jalan Besar Stadium, Singapur                                  |                                                                |
|                     | Ishak 30' 88' · Daud 75' · Farook 87' | Reporte | Cheng Siu Wai 80' | Asistencia: 1,175 espectadores Árbitro(s): Chaiya Alee Mahapab | Asistencia: 1,175 espectadores Árbitro(s): Chaiya Alee Mahapab |

| 30 de abril de 2008 | Victory      | 1–1     | Kedah     | Maldives National Stadium, Malé, Maldivas                           |                                                                     |
|                     | Rodríguez 8' | Reporte | James 65' | Asistencia: 4,500 espectadores Árbitro(s): Tayeb Hasan Shamsuzzaman | Asistencia: 4,500 espectadores Árbitro(s): Tayeb Hasan Shamsuzzaman |

| 14 de mayo de 2008 | South China               | 3–0     | Victory | Mong Kok Stadium, Hong Kong                           |                                                       |
|                    | Schutz 27' · Cris 43' 68' | Reporte |         | Asistencia: 429 espectadores Árbitro(s): Kim Dong-Jin | Asistencia: 429 espectadores Árbitro(s): Kim Dong-Jin |

| 14 de mayo de 2008 | Kedah                                           | 4–1     | Home United | Darul Aman Stadium, Alor Setar, Malasia                        |                                                                |
|                    | San Martín 41' 59' (pen.) · Abu 46' · James 83' | Reporte | Ludovick 5' | Asistencia: 10,000 espectadores Árbitro(s): Valentin Kovalenko | Asistencia: 10,000 espectadores Árbitro(s): Valentin Kovalenko |

### Grupo E
| Pos. | Equipo      | Pts. | PJ | G | E | P | GF | GC | Dif. | Clasificación    |
| ---- | ----------- | ---- | -- | - | - | - | -- | -- | ---- | ---------------- |
| 1    | SAFFC       | 13   | 6  | 4 | 1 | 1 | 16 | 4  | +12  | Cuartos de final |
| 2    | Perak       | 13   | 6  | 4 | 1 | 1 | 13 | 10 | +3   | Cuartos de final |
| 3    | Kitchee     | 4    | 6  | 1 | 1 | 4 | 6  | 12 | −6   |                  |
| 4    | New Radiant | 4    | 6  | 1 | 1 | 4 | 4  | 13 | −9   |                  |

 Fuente: 
| 11 de marzo de 2008 | New Radiant | 1–3     | Perak                       | Maldives National Stadium, Malé, Maldivas                      |                                                                |
|                     | Mbock 8'    | Reporte | Caceres 9' 17' · Jamlus 38' | Asistencia: 8,000 espectadores Árbitro(s): Chaiya Alee Mahapab | Asistencia: 8,000 espectadores Árbitro(s): Chaiya Alee Mahapab |

| 11 de marzo de 2008 | SAFFC                                                        | 4–0     | Kitchee | Jalan Besar Stadium, Singapur                          |                                                        |
|                     | Ali 12' · Chaiman 25' · Duric 37' · Wang Zhenpeng 51' (a.g.) | Reporte |         | Asistencia: 2,543 espectadores Árbitro(s): Vo Minh Tri | Asistencia: 2,543 espectadores Árbitro(s): Vo Minh Tri |

| 18 de marzo de 2008 | Perak                | 1–6     | SAFFC                                           | Perak Stadium, Ipoh, Malasia                               |                                                            |
|                     | Berrios 45+2' (pen.) | Reporte | Chaiman 8' · Duric 45' 49' 71' 74' · Manzur 58' | Asistencia: 5,000 espectadores Árbitro(s): Choi Myung Yong | Asistencia: 5,000 espectadores Árbitro(s): Choi Myung Yong |

| 18 de marzo de 2008 | Kitchee                     | 2–0     | New Radiant | Mong Kok Stadium, Hong Kong                                              |                                                                          |
|                     | Bamnjo 11' · Stankovski 36' | Reporte |             | Asistencia: 1,372 espectadores Árbitro(s): Mahmood Mohd Juma Al-Ghatrifi | Asistencia: 1,372 espectadores Árbitro(s): Mahmood Mohd Juma Al-Ghatrifi |

| 3 de abril de 2008 | Perak                      | 2–1     | Kitchee        | Perak Stadium, Ipoh, Malasia                           |                                                        |
|                    | Jaafar 11' · Berrios 90+2' | Reporte | Stankovski 73' | Asistencia: 1,000 espectadores Árbitro(s): Peter Green | Asistencia: 1,000 espectadores Árbitro(s): Peter Green |

| 3 de abril de 2008 | New Radiant | 0–3     | SAFFC                                     | Maldives National Stadium, Malé, Maldivas                  |                                                            |
|                    |             | Reporte | Shariff 7' · Duric 44' · Hamid 86' (a.g.) | Asistencia: 4,000 espectadores Árbitro(s): Mohamad Mansour | Asistencia: 4,000 espectadores Árbitro(s): Mohamad Mansour |

| 16 de abril de 2008 | Kitchee                        | 2–2     | Perak           | Mong Kok Stadium, Hong Kong                                   |                                                               |
|                     | Ip Chung Long 50' · Bamnjo 84' | Reporte | Caceres 17' 79' | Asistencia: 1,138 espectadores Árbitro(s): Valentin Kovalenko | Asistencia: 1,138 espectadores Árbitro(s): Valentin Kovalenko |

| 16 de abril de 2008 | SAFFC         | 1–1     | New Radiant | Jalan Besar Stadium, Singapur                                |                                                              |
|                     | Wilkinson 27' | Reporte | Gani 50'    | Asistencia: 1,505 espectadores Árbitro(s): Kadhum Auda Lazim | Asistencia: 1,505 espectadores Árbitro(s): Kadhum Auda Lazim |

| 30 de abril de 2008 | Perak                           | 3–0     | New Radiant | Perak Stadium, Ipoh, Malasia                                 |                                                              |
|                     | Muñoz 33' 65' · Kandasamy 90+1' | Reporte |             | Asistencia: 700 espectadores Árbitro(s): Dilovarshokh Orzuev | Asistencia: 700 espectadores Árbitro(s): Dilovarshokh Orzuev |

| 30 de abril de 2008 | Kitchee | 0–2     | SAFFC                   | Mong Kok Stadium, Hong Kong                                     |                                                                 |
|                     |         | Reporte | Shariff 10' · Duric 19' | Asistencia: 813 espectadores Árbitro(s): Hettikamkanamge Perera | Asistencia: 813 espectadores Árbitro(s): Hettikamkanamge Perera |

| 14 de abril de 2008 | New Radiant   | 2–1     | Kitchee             | Maldives National Stadium, Malé, Maldivas          |                                                    |
|                     | Simaz 62' 66' | Reporte | Nishan 45+1' (a.g.) | Asistencia: 2,000 espectadores Árbitro(s): Win Cho | Asistencia: 2,000 espectadores Árbitro(s): Win Cho |

| 14 de mayo de 2008 | SAFFC | 0–2     | Perak                  | Jalan Besar Stadium, Singapur                                 |                                                               |
|                    |       | Reporte | Azhar 21' · Jaafar 69' | Asistencia: 2,297 espectadores Árbitro(s): Hiroyoshi Takayama | Asistencia: 2,297 espectadores Árbitro(s): Hiroyoshi Takayama |

### Mejores segundos lugares
| Pos. | Equipo               | Pts. | PJ | G | E | P | GF | GC | Dif. | Clasificación    |
| ---- | -------------------- | ---- | -- | - | - | - | -- | -- | ---- | ---------------- |
| 1    | Kedah                | 13   | 6  | 4 | 1 | 1 | 13 | 8  | +5   | Cuartos de final |
| 2    | Perak                | 13   | 6  | 4 | 1 | 1 | 13 | 10 | +3   | Cuartos de final |
| 3    | Dempo                | 10   | 6  | 3 | 1 | 2 | 13 | 12 | +1   | Cuartos de final |
| 4    | Al-Wahdat            | 7    | 6  | 1 | 4 | 1 | 12 | 12 | 0    |                  |
| 5    | Shabab Al-Ordon Club | 7    | 6  | 1 | 4 | 1 | 7  | 7  | 0    |                  |

 Fuente: 

## Ronda Final
|  | Cuartos de final | Cuartos de final | Cuartos de final | Cuartos de final | Cuartos de final |   |                 | Semifinales     | Semifinales | Semifinales | Semifinales | Semifinales |  |             | Final       | Final | Final | Final | Final |  |
|  |                  |                  |                  |                  |                  |   |                 |                 |             |             |             |             |  |             |             |       |       |       |       |  |
|  |                  |                  |                  |                  |                  |   |                 |                 |             |             |             |             |  |             |             |       |       |       |       |  |
|  | 1                | Al-Muharraq      | 5                | 2                | 7                |   |                 |                 |             |             |             |             |  |             |             |       |       |       |       |  |
|  | 1                | Al-Muharraq      | 5                | 2                | 7                |   |                 |                 |             |             |             |             |  |             |             |       |       |       |       |  |
|  | 8                | Kedah            | 0                | 1                | 1                |   |                 |                 |             |             |             |             |  |             |             |       |       |       |       |  |
|  | 8                | Kedah            | 0                | 1                | 1                |   | Al-Muharraq (v) | Al-Muharraq (v) | 0           | 2           | 2           |             |  |             |             |       |       |       |       |  |
|  |                  |                  |                  |                  |                  |   | Al-Muharraq (v) | Al-Muharraq (v) | 0           | 2           | 2           |             |  |             |             |       |       |       |       |  |
|  |                  |                  | Al-Nahda         | Al-Nahda         | 1                | 1 | 2               |                 |             |             |             |             |  |             |             |       |       |       |       |  |
|  | 5                | SAFFC            | Al-Nahda         | Al-Nahda         | 1                | 1 | 2               | 2               | 0           | 2           |             |             |  |             |             |       |       |       |       |  |
|  | 5                | SAFFC            |                  |                  |                  |   |                 |                 |             | 2           |             |             |  |             |             |       |       |       |       |  |
|  | 4                | Al-Nahda         | 1                | 3                | 4                |   |                 |                 |             |             |             |             |  |             |             |       |       |       |       |  |
|  | 4                | Al-Nahda         | 1                | 3                | 4                |   |                 |                 |             |             |             |             |  | Al-Muharraq | Al-Muharraq | 5     | 5     | 10    |       |  |
|  |                  |                  |                  |                  |                  |   |                 |                 |             |             |             |             |  | Al-Muharraq | Al-Muharraq | 5     | 5     | 10    |       |  |
|  |                  |                  | Safa             | Safa             | 1                | 4 | 5               |                 |             |             |             |             |  |             |             |       |       |       |       |  |
|  | 3                | Perak            | Safa             | Safa             | 1                | 4 | 5               | 0               | 0           | 0           |             |             |  |             |             |       |       |       |       |  |
|  | 3                | Perak            |                  |                  |                  |   |                 |                 |             | 0           |             |             |  |             |             |       |       |       |       |  |
|  | 6                | Safa             | 2                | 5                | 7                |   |                 |                 |             |             |             |             |  |             |             |       |       |       |       |  |
|  | 6                | Safa             | 2                | 5                | 7                |   | Safa            | Safa            | 1           | 4           | 5           |             |  |             |             |       |       |       |       |  |
|  |                  |                  |                  |                  |                  |   | Safa            | Safa            | 1           | 4           | 5           |             |  |             |             |       |       |       |       |  |
|  |                  |                  | Dempo            | Dempo            | 0                | 1 | 1               |                 |             |             |             |             |  |             |             |       |       |       |       |  |
|  | 7                | Dempo            | Dempo            | Dempo            | 0                | 1 | 1               | 1               | 4           | 5           |             |             |  |             |             |       |       |       |       |  |
|  | 7                | Dempo            |                  |                  |                  |   |                 |                 |             | 5           |             |             |  |             |             |       |       |       |       |  |
|  | 2                | Home United      | 1                | 3                | 4                |   |                 |                 |             |             |             |             |  |             |             |       |       |       |       |  |
|  | 2                | Home United      | 1                | 3                | 4                |   |                 |                 |             |             |             |             |  |             |             |       |       |       |       |  |
|  |                  |                  |                  |                  |                  |   |                 |                 |             |             |             |             |  |             |             |       |       |       |       |  |

### Cuartos de final
| Equipo 1    | Agr. | Equipo 2    | Ida | Vuelta |
| ----------- | ---- | ----------- | --- | ------ |
| Perak       | 0–7  | Safa        | 0–2 | 0–5    |
| SAFFC       | 2–4  | Al-Nahda    | 2-1 | 0-3    |
| Dempo       | 5–4  | Home United | 1–1 | 4–3    |
| Al-Muharraq | 7–1  | Kedah       | 5–0 | 2–1    |

| 2008-09-16 | Perak | 0 – 2   | Safa                   | Perak Stadium, Ipoh                                       |                                                           |
|            |       | Reporte | Azar 38' · Termina 55' | Asistencia: 1,000 espectadores Árbitro(s): Satop Tongkhan | Asistencia: 1,000 espectadores Árbitro(s): Satop Tongkhan |

| 2008-09-23 | Safa                                                    | 5 – 0 (Global 7 – 0) | Perak | Sports City Stadium, Beirut                                |                                                            |
|            | Azar 43', 45' · Tahan 61' · Kassas 68' · Al-Zoughbi 84' | Reporte              |       | Asistencia: 300 espectadores Árbitro(s): Abdulrahman Abdou | Asistencia: 300 espectadores Árbitro(s): Abdulrahman Abdou |

| 2008-09-16 | SAFFC          | 2 - 1   | Al-Nahda       | Jalan Besar Stadium, Singapur                                 |                                                               |
|            | Duric 41', 66' | Reporte | Yedibahoma 85' | Asistencia: 1,600 espectadores Árbitro(s): Hiroyoshi Takayama | Asistencia: 1,600 espectadores Árbitro(s): Hiroyoshi Takayama |

| 2008-09-23 | Al-Nahda                            | 3 – 0 (Global 4 – 2) | SAFFC | Nizwa Sports Complex, Nizwa                              |                                                          |
|            | Al-Nuaimi 28' · Yedibahoma 63', 90' | Reporte              |       | Asistencia: 400 espectadores Árbitro(s): Mohamad Mansour | Asistencia: 400 espectadores Árbitro(s): Mohamad Mansour |

| 2008-09-16 | Dempo     | 1 – 1   | Home United  | Gachibowli Athletic Stadium, Hyderabad                      |                                                             |
|            | Iyomi 78' | Reporte | Sulaiman 37' | Asistencia: 180 espectadores Árbitro(s): Abdullah Al Hilali | Asistencia: 180 espectadores Árbitro(s): Abdullah Al Hilali |

| 2008-09-23 | Home United                       | 3 – 4 (Global 4 – 5) | Dempo                                   | Jalan Besar Stadium, Singapur                                             |                                                                           |
|            | De Oliveira 13' · Sahdan 36', 38' | Reporte              | Iyomi 1' · Beto 23', 83' · Lawrence 45' | Asistencia: 1,341 espectadores Árbitro(s): Fareed Ali Mohamed Al Marzouqi | Asistencia: 1,341 espectadores Árbitro(s): Fareed Ali Mohamed Al Marzouqi |

| 2008-09-16 | Al-Muharraq                                                     | 5 – 0   | Kedah | Bahrain National Stadium, Manama                        |                                                         |
|            | Salmeen 65' · Abdulrahman 73', 90+2' · Rico 85' · Al-Hardan 87' | Reporte |       | Asistencia: 1,200 espectadores Árbitro(s): Kim Dong-Jin | Asistencia: 1,200 espectadores Árbitro(s): Kim Dong-Jin |

| 2008-09-23 | Kedah        | 1 – 2 (Global 1 – 7) | Al-Muharraq   | Darul Aman Stadium, Alor Setar                                  |                                                                 |
|            | Bakhtiar 69' | Reporte              | Rico 29', 39' | Asistencia: 2,000 espectadores Árbitro(s): Ali Hamad Al-Badwawi | Asistencia: 2,000 espectadores Árbitro(s): Ali Hamad Al-Badwawi |

### Semifinales
| Equipo 1    | Agr.     | Equipo 2 | Ida | Vuelta |
| ----------- | -------- | -------- | --- | ------ |
| Al-Muharraq | 2–2 (v.) | Al-Nahda | 0-1 | 2-1    |
| Safa        | 5–1      | Dempo    | 1–0 | 4–1    |

| 2008-10-07 | Al-Muharraq | 0 – 1   | Al-Nahda    | Bahrain National Stadium, Manama                         |                                                          |
|            |             | Reporte | Al-Alawi 9' | Asistencia: 3,500 espectadores Árbitro(s): Masoud Moradi | Asistencia: 3,500 espectadores Árbitro(s): Masoud Moradi |

| 2008-10-21 | Al-Nahda      | 1 – 2 (Global 2 - 2) | Al-Muharraq                | Nizwa Sports Complex, Nizwa                                |                                                            |
|            | Al-Farazi 70' | Reporte              | Rico 38' · Abdulrahman 63' | Asistencia: 4,500 espectadores Árbitro(s): Ravshan Irmatov | Asistencia: 4,500 espectadores Árbitro(s): Ravshan Irmatov |

| 2008-10-07 | Safa      | 1 – 0   | Dempo | Sports City Stadium, Beirut                           |                                                       |
|            | Aboud 90' | Reporte |       | Asistencia: 500 espectadores Árbitro(s): Lee Gi-Young | Asistencia: 500 espectadores Árbitro(s): Lee Gi-Young |

| 2008-10-21 | Dempo     | 1 – 4 (Global 1 - 5) | Safa                            | Gachibowli Athletic Stadium, Hyderabad                    |                                                           |
|            | Iyomi 30' | Reporte              | Kassas 9', 19' · Tahan 33', 71' | Asistencia: 500 espectadores Árbitro(s): Yuichi Nishimura | Asistencia: 500 espectadores Árbitro(s): Yuichi Nishimura |

### Final
| Equipo 1    | Agr. | Equipo 2 | Ida | Vuelta |
| ----------- | ---- | -------- | --- | ------ |
| Al-Muharraq | 10–5 | Safa     | 5–1 | 5–4    |

| 2008-10-31 | Al-Muharraq                                      | 5 – 1   | Safa      | Bahrain National Stadium, Manama                                   |                                                                    |
|            | Abdulrahman 19', 58' · Rico 32' (pen.), 54', 72' | Reporte | Tahan 77' | Asistencia: 6000 espectadores Árbitro(s): Khalil Ibrahim Al Ghamdi | Asistencia: 6000 espectadores Árbitro(s): Khalil Ibrahim Al Ghamdi |

| 2008-11-07 | Safa                                             | 4 – 5 (Global 5 – 10) | Al-Muharraq                                 | Sports City Stadium, Beirut                                  |                                                              |
|            | Al Saadi 15' · Azar 59' · Kassas 61', 65' (pen.) | Reporte               | Rico 33', 50', 51' · Abdulrahman 45+1', 82' | Asistencia: 2000 espectadores Árbitro(s): Abdullah Al Hilali | Asistencia: 2000 espectadores Árbitro(s): Abdullah Al Hilali |

|                                 |
| Bandera de Baréin               |
| Campeón Al-Muharraq 1.er título |

## Goleadores
| Pos. | Jugador              | Club            | Goles |
| ---- | -------------------- | --------------- | ----- |
| 1    | Rico                 | Al-Muharraq     | 19    |
| 2    | Aleksander Duric     | SAFFC           | 9     |
| 3    | Ranty Martins Soleye | Dempo           | 8     |
| 4    | Mahmood Abdulrahman  | Al-Muharraq     | 7     |
| 4    | Peres de Oliveira    | Home United     | 7     |
| 5    | Datoma Yedibahoma    | Al-Nahda        | 6     |
| 5    | Rony Azar            | Safa            | 6     |
| 5    | Mohammad Kassas      | Safa            | 6     |
| 5    | Rashed Jamal Salem   | Al-Najma        | 6     |
| 6    | Shahril Ishak        | Home United     | 5     |
| 6    | Indra Sahdan Daud    | Home United     | 5     |
| 6    | Hassan Abdel Fattah  | Al-Wahdat       | 5     |
| 6    | Hussein Tahan        | Safa            | 5     |
| 11   | Marlon Alex James    | Kedah           | 4     |
| 11   | Nelson San Martín    | Kedah           | 4     |
| 13   | Cheng Siu Wai        | South China     | 3     |
| 13   | Salih Sadir          | Al-Ansar        | 3     |
| 13   | Chidi Edeh           | Dempo           | 3     |
| 13   | Cris                 | South China     | 3     |
| 13   | Kengne Ludovick      | Home United     | 3     |
| 13   | Mustafa Shehdeh      | Shabab Al-Ordon | 3     |
| 13   | Beto                 | Dempo           | 3     |